# Сергеев, Иван Владимирович (футболист)
Ива́н Влади́мирович Серге́ев (род. 11 мая 1995, Череповец, Вологодская область) — российский футболист, нападающий московского «Динамо» и национальной сборной России.

## Клубная карьера
Родился в Череповце.
В 2001 году начал заниматься футболом в череповецкой СДЮШОР «Северсталь», первый тренер — Олег Подружко. 
Летом 2012 года перешёл в любительский клуб «Череповец-Аист». 
В июле 2013 года перешёл в «Строгино». 19 апреля 2014 года в матче первенства ПФЛ против «Локомотива-2» дебютировал в профессиональном футболе.
В сезоне 2014/15 с клубом стал бронзовым призёром ПФЛ (зона «Запад»). 
В июне 2016 года на правах аренды перешёл в латвийский клуб «Рига». 26 июня 2016 года сыграл дебютный матч в чемпионате Латвии против клуба «Даугавпилс», на 51-й минуте забил гол.
17 января 2018 года подписал контракт с клубом «Тамбов». 4 марта 2018 года дебютировал в первенстве ФНЛ в матче против «Ротора».
В сезоне 2017/18 с клубом занял 4-е место в первенстве и в стыковых матчах за право выхода в РПЛ уступил «Амкару».
6 июля 2018 года был арендован московским «Торпедо». В сезоне 2018/19 стал победителем ПФЛ (зона «Центр»).
11 июня 2019 года подписал полноценный контракт с московским «Торпедо».
14 августа 2020 года присоединился к клубу «Крылья Советов», сумма трансфера составила 200 тысяч евро.
В первом же сезоне за новый клуб установил рекорды результативности за один сезон:
- в первенстве ФНЛ забив 30-й, 31-й и 32-й гол в матче с «Текстильщиком» (счёт 4:0, 3 апреля; ранее рекорд был установлен в сезоне ФНЛ 2011/12 и принадлежал Руслану Мухаметшину — 31)[18][19];
- в первенстве второй по значимости лиги России забив 38-й и 39-й гол в матче со «Спартаком-2» (счёт 2:0, 5 мая; ранее рекорд был установлен в первом сезоне ПФЛ 2004 и принадлежал Андрею Федькову — 38)[20];
- в первенстве ФНЛ забил 5 хет-триков (ранее рекорд был установлен в сезоне ФНЛ 2016/17 и принадлежал Хасану Мамтову — 3)[21];
- лучший бомбардир «Крыльев Советов» за один сезон во всех дивизионах (рекорд был установлен в сезоне 1989 и принадлежал Владимиру Королёву — 28).

В первом сезоне за «Крылья Советов» забил 43 мяча, в том числе 40 в первенстве, установив новый рекорд ФНЛ.
По итогам сезона 2020/21 в составе «Крыльев Советов» занял первое место и вышел в РПЛ, попутно дойдя до финала Кубка России, где команда уступила московскому «Локомотиву».
25 июля 2021 года сыграл дебютный матч в РПЛ против «Ахмата». 7 августа 2021 года забил первый гол в чемпионате России, реализовав пенальти в ворота тульского «Арсенала».
10 января 2022 года перешёл в петербургский «Зенит», подписав контракт до лета 2025 года. 17 февраля 2022 года дебютировал за клуб, выйдя на замену на 73-й минуте вместо Артёма Дзюбы в матче 1/16 финала Лиги Европы против команды «Реал Бетис» (2:3).
Всего в составе «Зенита» завоевал 7 трофеев, став трёхкратным чемпионом России, трёхкратным обладателем Суперкубка России и обладателем Кубка России.
5 сентября 2024 года вернулся в «Крылья Советов». Сумма трансфера составила 200 миллионов рублей.
13 апреля 2025 года в матче с «Химками» забил свой 58-й гол за самарцев, обойдя Сергея Корниленко и став лучшим бомбардиром в российской истории «Крыльев Советов». 
4 июля 2025 года сменил клубную прописку на московское «Динамо». Сумма трансфера обошлась в 4,5 миллиона евро, а контракт был подписан на 3 года. 18 июля 2025 года дебютировал за «Динамо» в домашнем матче против калининградской «Балтики».

## Карьера в сборной
1 ноября 2021 года впервые был вызван в национальную сборную России на матчи квалификации чемпионата мира года против сборных Кипра и Хорватии, однако на поле не вышел.
16 октября 2023 года дебютировал в составе сборной России в матче против сборной Кении (2:2).
21 марта 2024 года с передачи Арсена Захаряна забил дебютный гол за сборную России в ворота сборной Сербии.

## Статистика выступлений

### Клубная
| Выступление        | Выступление      | Выступление      | Лига | Лига | Кубки | Кубки | Еврокубки | Еврокубки | Стыковые матчи | Стыковые матчи | Итого | Итого |
| Клуб               | Лига             | Сезон            | Игры | Голы | Игры  | Голы  | Игры      | Голы      | Игры           | Голы           | Игры  | Голы  |
| ------------------ | ---------------- | ---------------- | ---- | ---- | ----- | ----- | --------- | --------- | -------------- | -------------- | ----- | ----- |
| Строгино           | ПФЛ              | 2013/14          | 6    | 0    | 0     | 0     | —         | —         | —              | —              | 6     | 0     |
| Строгино           | ПФЛ              | 2014/15          | 29   | 6    | 1     | 0     | —         | —         | —              | —              | 30    | 6     |
| Строгино           | ПФЛ              | 2015/16          | 23   | 10   | 1     | 0     | —         | —         | —              | —              | 24    | 10    |
| Строгино           | ПФЛ              | 2016/17          | 10   | 2    | 0     | 0     | —         | —         | —              | —              | 10    | 2     |
| Строгино           | ПФЛ              | 2017/18          | 16   | 16   | 1     | 1     | —         | —         | —              | —              | 17    | 17    |
| Строгино           | Итого            | Итого            | 84   | 34   | 3     | 1     | —         | —         | —              | —              | 87    | 35    |
| → Рига             | Высшая лига      | 2016             | 7    | 1    | 1     | 0     | —         | —         | —              | —              | 8     | 1     |
| → Рига             | Итого            | Итого            | 7    | 1    | 1     | 0     | —         | —         | —              | —              | 8     | 1     |
| Тамбов             | ФНЛ              | 2017/18          | 7    | 0    | 0     | 0     | —         | —         | 1              | 0              | 8     | 0     |
| Тамбов             | Итого            | Итого            | 7    | 0    | 0     | 0     | —         | —         | 1              | 0              | 8     | 0     |
| → Торпедо (Москва) | ПФЛ              | 2018/19          | 26   | 16   | 4     | 2     | —         | —         | —              | —              | 30    | 18    |
| → Торпедо (Москва) | Итого            | Итого            | 26   | 16   | 4     | 2     | —         | —         | —              | —              | 30    | 18    |
| Торпедо (Москва)   | ФНЛ              | 2019/20          | 27   | 14   | 4     | 3     | —         | —         | —              | —              | 31    | 17    |
| Торпедо (Москва)   | ФНЛ              | 2020/21          | 3    | 0    | 0     | 0     | —         | —         | —              | —              | 3     | 0     |
| Торпедо (Москва)   | Итого            | Итого            | 30   | 14   | 4     | 3     | —         | —         | —              | —              | 34    | 17    |
| Крылья Советов     | ФНЛ              | 2020/21          | 39   | 40   | 7     | 3     | —         | —         | —              | —              | 46    | 43    |
| Крылья Советов     | РПЛ              | 2021/22          | 18   | 6    | 2     | 2     | —         | —         | —              | —              | 20    | 8     |
| Крылья Советов     | Итого            | Итого            | 57   | 46   | 9     | 5     | —         | —         | —              | —              | 66    | 51    |
| Зенит (СПб)        | РПЛ              | 2021/22          | 11   | 4    | 2     | 1     | 2         | 0         | —              | —              | 15    | 5     |
| Зенит (СПб)        | РПЛ              | 2022/23          | 26   | 10   | 8     | 4     | —         | —         | —              | —              | 34    | 14    |
| Зенит (СПб)        | РПЛ              | 2023/24          | 26   | 6    | 13    | 5     | —         | —         | —              | —              | 39    | 11    |
| Зенит (СПб)        | РПЛ              | 2024/25          | 3    | 0    | 2     | 0     | —         | —         | —              | —              | 5     | 0     |
| Зенит (СПб)        | Итого            | Итого            | 66   | 20   | 25    | 10    | 2         | 0         | —              | —              | 93    | 30    |
| Крылья Советов     | РПЛ              | 2024/25          | 23   | 9    | 2     | 0     | —         | —         | —              | —              | 25    | 9     |
| Крылья Советов     | Итого            | Итого            | 23   | 9    | 2     | 0     | —         | —         | —              | —              | 25    | 9     |
| Динамо (Москва)    | РПЛ              | 2025/26          | 5    | 1    | 2     | 2     | —         | —         | —              | —              | 7     | 3     |
| Динамо (Москва)    | Итого            | Итого            | 5    | 1    | 2     | 2     | —         | —         | —              | —              | 7     | 3     |
| Всего за карьеру   | Всего за карьеру | Всего за карьеру | 304  | 141  | 51    | 23    | 2         | 0         | 1              | 0              | 358   | 164   |

### Матчи за сборную
| Матчи и голы Сергеева за сборную России | Матчи и голы Сергеева за сборную России | Матчи и голы Сергеева за сборную России | Матчи и голы Сергеева за сборную России | Матчи и голы Сергеева за сборную России | Матчи и голы Сергеева за сборную России |
| №                                       | Дата                                    | Оппонент                                | Счёт                                    | Голы                                    | Соревнование                            |
| --------------------------------------- | --------------------------------------- | --------------------------------------- | --------------------------------------- | --------------------------------------- | --------------------------------------- |
| 1                                       | 16 октября 2023                         | Кения                                   | 2:2                                     | —                                       | Товарищеский матч                       |
| 2                                       | 21 марта 2024                           | Сербия                                  | 4:0                                     | 90+1′                                   | Товарищеский матч                       |
| 3                                       | 7 июня 2024                             | Беларусь                                | 0:4                                     | —                                       | Товарищеский матч                       |
| 4                                       | 19 марта 2025                           | Гренада                                 | 5:0                                     | —                                       | Товарищеский матч                       |
| 5                                       | 6 июня 2025                             | Нигерия                                 | 1:1                                     | —                                       | Товарищеский матч                       |
| 6                                       | 10 июня 2025                            | Беларусь                                | 1:4                                     | —                                       | Товарищеский матч                       |

Итого: 6 матчей / 1 гол; 4 победы, 2 ничьих, 0 поражений.

## Достижения

### Командные
«Строгино»
- Бронзовый призёр ПФЛ (зона «Запад»): 2014/15

«Торпедо» (Москва)
- Победитель ПФЛ (зона «Центр»): 2018/19
- Итого : 1 трофей

«Крылья Советов»
- Победитель ФНЛ: 2020/21
- Финалист Кубка России: 2020/21
- Итого : 1 трофей

«Зенит» (СПб)
- Чемпион России (3): 2021/22, 2022/23, 2023/24
- Обладатель Кубка России: 2023/24
- Обладатель Суперкубка России (3): 2022, 2023, 2024
- Итого : 7 трофеев

### Личные
- В списках 33 лучших футболистов чемпионата России (2): 2021/22 (II), 2023/24 (III)
- Лучший футболист  ФНЛ: 2020/21[43]
- Лучший бомбардир ФНЛ (2): 2019/20, 2020/21
- Лучший бомбардир ПФЛ (зона «Центр») (2): 2017/18[44], 2018/19

### Рекорды
- Четыре сезона подряд становится лучшим бомбардиром первенства, в котором выступал (2017/18, 2018/19, 2019/20, 2020/21)[21]
- Единственный футболист сезона ФНЛ 2020/21, который провёл все 42 матча турнира (за «Крылья Советов» — 39 и «Торпедо» (Москва) — 3)[45][46]
- Автор 5 хет-триков за один сезон (2020/2021) в ФНЛ[21][45]
- Третий футболист, после Романа Шаронова и Алексея Попова, двукратный чемпион России, последовательно, от низшей к высшей, выигравший три лиги России: ПФЛ, ФНЛ и РПЛ[47][48]